# Maison d'arrêt de Mende
La maison d'arrêt de Mende est une maison d'arrêt française située à Mende, dans le département de la Lozère, en région Occitanie.

## Description
Implantés en centre-ville et conçus au XIXe siècle selon les normes de détention de l’époque, les locaux de la maison d’arrêt disposent de quarante-sept places,.